# 正木麻由
正木 麻由（まさき まゆ、1991年9月17日 - ）は、元高知さんさんテレビのアナウンサー。徳島県徳島市出身。

## 略歴・人物
身長164cm、血液型はB型。
徳島県立城ノ内高等学校卒業。徳島大学総合科学部卒業後、2014年4月高知さんさんテレビ入社。同期は和田早矢。
徳島大学在学中、四国放送ゴジカル!タレントアカデミー1期生として活動。2013年6月27日、株式会社DCMご当地ドクモ大使に選ばれた、2023年3月に高知さんさんテレビを退職。

## 過去の担当番組

### 四国放送ゴジカル!タレントアカデミータレント
- ゴジカル!
- 撮りたい放題 JRTビデオ広場
- 24時間テレビ 「愛は地球を救う」徳島県ローカルパート枠

### JRTラジオ
- バンリク

### さんさんテレビ
- わがまま!気まま!旅気分
- 高島プロのみんなでゴルフ
- SUNSUN みんなのニュース
- プライムこうち（水・木）
- FNN Live News days（さんさんローカル）
- プライムニュース&天気